# Herbert Hufnagl
Herbert Hufnagl (* 13. Februar 1945 in Judenburg; † 14. Oktober 2005 in Wien) war ein österreichischer Journalist, vor allem Kolumnist.

## Leben und Werk
Aufgewachsen in Judenburg und Wien, wo er die Handelsakademie mit der Matura abschloss, kam Hufnagl 1968 in die Lokalredaktion der österreichischen Tageszeitung Kurier. Ab 1977 schrieb er in der Kolumne Watschenmann  (ursprünglich Titel einer Radiosendung des Senders  „Rot-Weiß-Rot“) satirische und zeitkritische Texte.
1980–1988 leitete er die Kulturredaktion der Zeitung. Hufnagl bezahlte sein entschiedenes Engagement für den damals von vielen Politikern und Meinungsmachern angefeindeten Autor Thomas Bernhard und dessen Werk mit dem Verlust der Leiterfunktion. Sozusagen als Entschädigung erhielt er die tägliche Kommentarrubrik Kopfstücke zugeteilt, aus der er im doppelten Sinn das Beste machte, weshalb sie sein hohes Ansehen bei Freunden der Satire begründete.
Hufnagl legte besonderen Wert darauf, dass der Titel Kopfstücke nicht das bedeutet, was in Österreich landläufig Dachtel, Watschn bzw. Ohrfeige genannt wird, sondern vielmehr Stücke aus dem Kopf, Denkleistungen. Von 1988 bis September 2005 wurde seine Kolumne Kopfstücke fast täglich gedruckt, insgesamt erschien sie mehr als fünftausend Mal.
Hufnagl setzte sich mit skurrilen und erstaunlichen Begebenheiten des Alltags und vor allem des österreichischen Beamtentums auseinander, die in allen Fällen auf reale Begebenheiten zurückzuführen und daher als Realsatire zu bezeichnen sind. Er wollte, einem Interview mit dem Radiosender Ö1 zufolge, die Leser zum Schmunzeln und Kopfschütteln bringen. Sein Lieblingswort war „Stempelgebrechen“, österreichisches Beamtendeutsch für das Fehlen einer Stempelmarke auf einem Ansuchen oder einer Eingabe. Zahlreiche seiner Kunstwörter und Abkürzungen, wie „Aushecker“, „Hättiwari“ (= hätte ich, wäre ich),  „ULP“ (Unsere liebe Post) oder „UHBP“ (Unser Herr Bundespräsident) sind mittlerweile Teil der österreichischen Alltagssprache.
Eine Auswahl seiner Kopfstücke wurde in vier Büchern und auf einer Audio-CD zusammengefasst und von Hufnagl selbst auf Bühnen vorgetragen (z. B. 2000 / 2001 unter dem Titel Land der Koffer).
Herbert Hufnagl starb am 14. Oktober 2005 infolge eines langjährigen Krebsleidens an Organversagen. Er wurde auf dem Dornbacher Friedhof bestattet.

## Bücher und Buchbeiträge
- Literatur von und über Herbert Hufnagl im Katalog der Deutschen Nationalbibliothek
- Kopfstücke. Seine besten Kolumnen (1991) ISBN 978-3800033836
- Vorwort für Karl Weidingers Postreport Poststücke (1993).
- Kopfstücke. Aus dem Land der Zwerge (1994)
- Vorwort zu Dieter Zehentmayrs Gezeichnet fürs Leben. Karikaturen 1991–1996 (1997)
- Gartenzwerge – irgendwo da draußen im Grünen (1999)
- Kopfstücke. Realsatiren aus Österreich (2002)
- Kopfstücke. 1988–2005 (2006). Mit einem Vorwort (Nachruf) von Alfred Dorfer

## Audio-CD
- Herbert Hufnagl: Kopfstücke. Live-Mitschnitt aus dem Kabarett Niedermair (2000)